# Litodonta
Litodonta is een geslacht van vlinders van de familie tandvlinders (Notodontidae), uit de onderfamilie Heterocampinae.

## Soorten
- L. alpina Benjamin, 1932
- L. centigerna Schaus, 1928
- L. gigantea Barnes & Benjamin, 1924
- L. hydromeli Harvey, 1876
- L. nigripuncta Schaus, 1901